# 克羅克特山
86°1′S 155°4′W / 86.017°S 155.067°W
克羅克特山是南極洲的山峰，位於阿斯特山以東4公里，屬於毛德王后山脈中海斯山脈的一部分，海拔高度3,470米，該山峰由美國探險隊發現。